# Sacrosidase
Sacrosidase (tên thương mại Sucston) là một loại thuốc được sử dụng để thay thế sucename ở những người thiếu enzyme này. Nó có sẵn như là một giải pháp bằng miệng. Sucston được Cơ quan Quản lý Thực phẩm và Dược phẩm Hoa Kỳ (FDA) chấp thuận cho điều trị thiếu hụt sucename được xác định về mặt di truyền là một phần của thiếu hụt Sucrase-Isomaltase bẩm sinh (CSID). Những người bị CSID(là những người không có đủ sucrase để tiêu hóa một số loại đường) có một lượng khác nhau hoạt động của enzyme sucrose-isomaltase và do đó có vấn đề chuyển hóa đường sucacarit sucrose gây ra tiêu chảy nước mãn tính hoặc gián đoạn ở trẻ sơ sinh và trẻ em. Các lựa chọn điều trị cho những bệnh nhân này bị hạn chế và thường bao gồm chế độ ăn kiêng không đường sucrose suốt đời; do đó, sacrosidase cung cấp một giải pháp thay thế tiềm năng để giảm triệu chứng.
Sucston được phân phối như một giải pháp rõ ràng, với tông màu vàng nhạt, có vị ngọt. Người dùng phải dùng cùng với thức ăn và bệnh nhân dùng Sucston có thể duy trì chế độ ăn bình thường. Sợ được đóng gói trong hai chai nhựa, mỗi chai 118ml. Một muỗng để đo Sucston được bao gồm trong gói.